# Densuș
Densuș è un comune della Romania di 1 624 abitanti, ubicato nel distretto di Hunedoara, nella regione storica della Transilvania.
Il comune è formato dall'unione di 7 villaggi: Criva, Densuș, Hățăgel, Peșteana, Peștenița, Poieni, Ștei.

## La chiesa di San Nicola
La chiesa di San Nicola a Densuș è la più antica chiesa della Romania nella quale ancora oggi si svolgano funzioni religiose. Costruita sulle rovine di una costruzione del IV secolo, si tratta di un edificio a pianta quadrata, con il campanile che sovrasta il centro del vano principale, che è preceduto da un avancorpo e seguito da un'abside rotonda. La copertura è interamente in lastre di pietra e l'edificio venne costruito con pietre tratte dalle vicine rovine della città romana di Ulpia Traiana Sarmizegetusa. Nell'interno si trovano resti di imponenti affreschi dipinti da un gruppo di maestri locali nel 1443.

## Galleria d'immagini

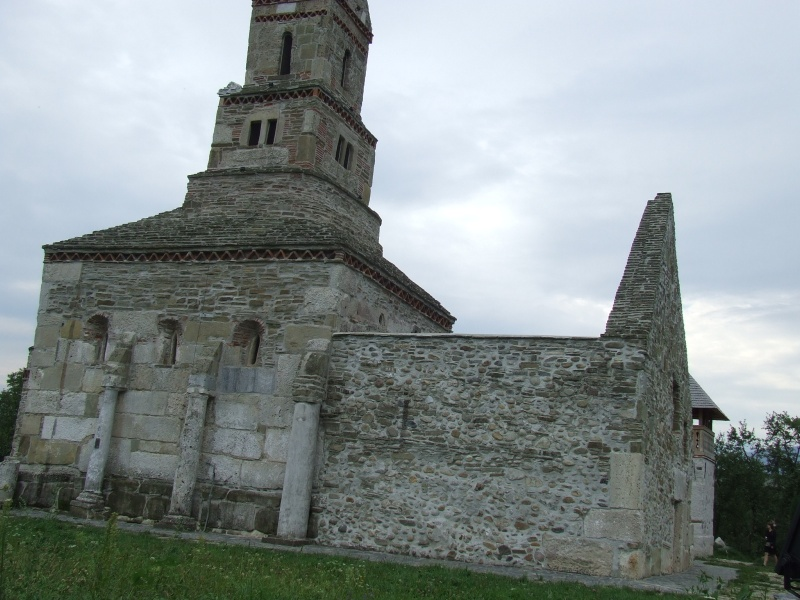
Chiesa di San Nicola a Densuș
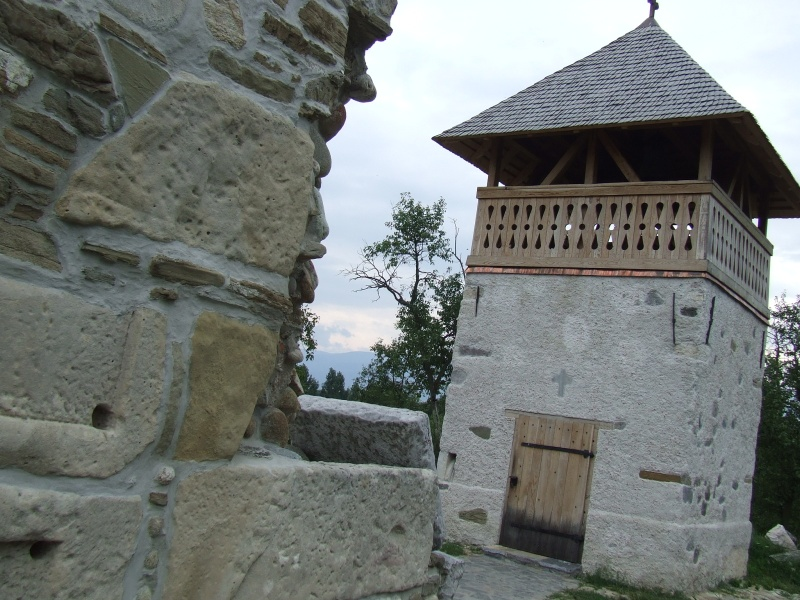
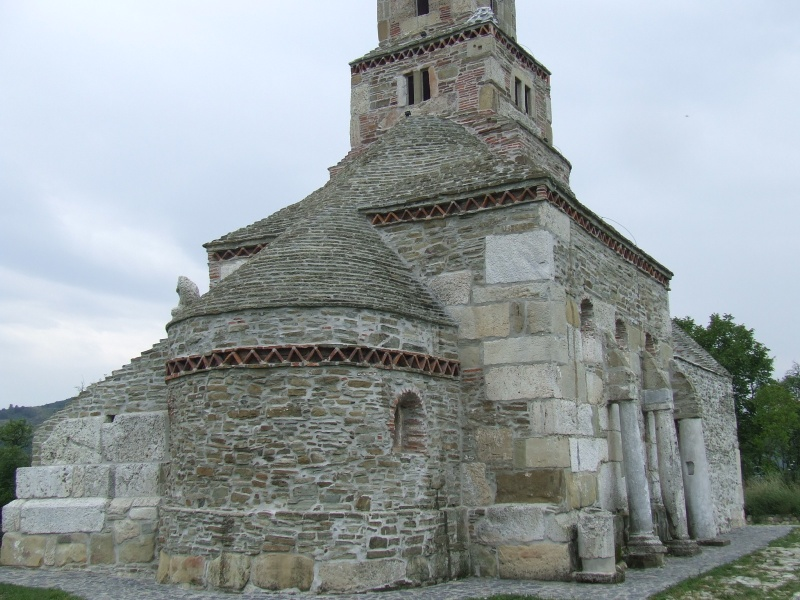
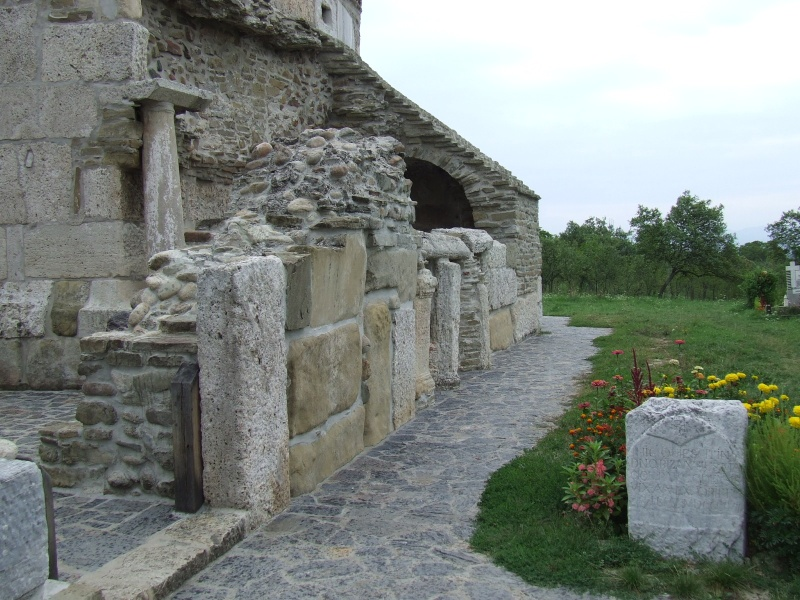
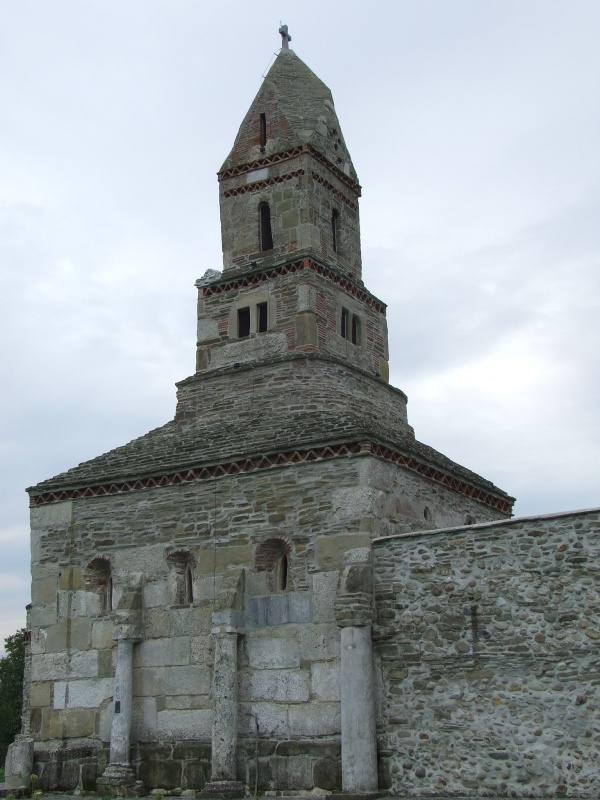
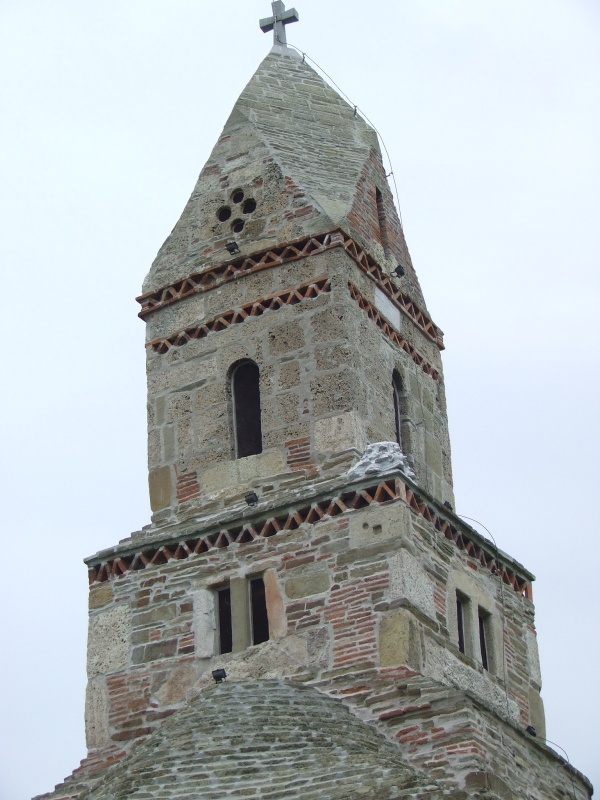
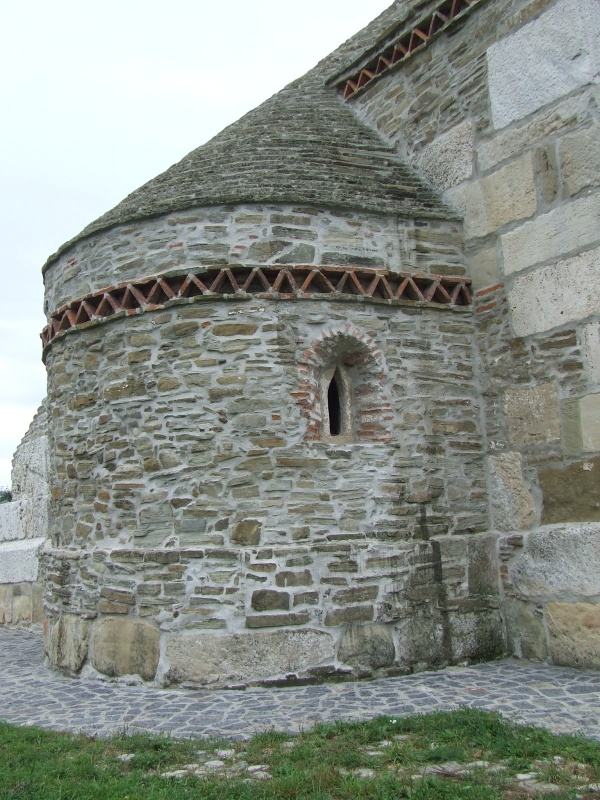
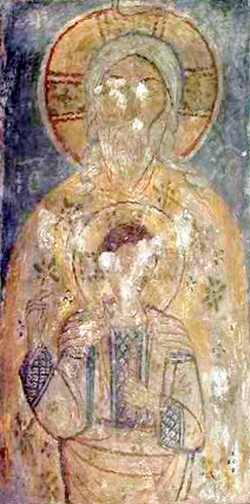